# اقرار (قانون)
اقرار (انگلیسی: Plea)، در قانون، اقرار، پاسخ متهم به اتهام جنایی است. متهم ممکن است اعتراف کند که مجرم است یا بی‌گناه.

## انواع
اقرار به جرم یا ادعای برائت از جرم 